# Europees kampioenschap waterpolo mannen 2003
Het 26ste Europees kampioenschap waterpolo voor mannen vond plaats van 6 juni tot 15 juni 2003 in Kranj, Slovenië. 12 teams namen deel aan het toernooi.

## Voorronde

### Groep A
| Datum   | Land                 | Land                 | Uitslag |
| ------- | -------------------- | -------------------- | ------- |
| 6 juni  | Servië en Montenegro | Roemenië             | 11-2    |
| 6 juni  | Slowakije            | Nederland            | 11-12   |
| 6 juni  | Hongarije            | Rusland              | 13-6    |
| 7 juni  | Roemenië             | Slowakije            | 7-9     |
| 7 juni  | Hongarije            | Nederland            | 9-7     |
| 7 juni  | Servië en Montenegro | Rusland              | 10-11   |
| 8 juni  | Nederland            | Roemenië             | 6-10    |
| 8 juni  | Slowakije            | Rusland              | 8-7     |
| 8 juni  | Hongarije            | Servië en Montenegro | 6-7     |
| 9 juni  | Rusland              | Nederland            | 11-6    |
| 9 juni  | Servië en Montenegro | Slowakije            | 11-5    |
| 9 juni  | Hongarije            | Roemenië             | 14-5    |
| 10 juni | Roemenië             | Rusland              | 4-9     |
| 10 juni | Hongarije            | Slowakije            | 14-8    |
| 10 juni | Nederland            | Servië en Montenegro | 6-7     |

| Groep A |                      |             |             |             |             |            |            |            |        |
| #       | Land                 | Wedstrijden | Wedstrijden | Wedstrijden | Wedstrijden | Doelpunten | Doelpunten | Doelpunten | Punten |
| #       | Land                 | G           | W           | G           | V           | V          | T          | Saldo      | Punten |
| 1       | Servië en Montenegro | 5           | 4           | 0           | 1           | 46         | 30         | 16         | 8      |
| 2       | Hongarije            | 5           | 4           | 0           | 1           | 56         | 33         | 23         | 8      |
| 3       | Rusland              | 5           | 3           | 0           | 2           | 44         | 41         | 3          | 6      |
| 4       | Slowakije            | 5           | 2           | 0           | 3           | 41         | 51         | −10        | 4      |
| 5       | Roemenië             | 5           | 1           | 0           | 4           | 28         | 49         | −21        | 2      |
| 6       | Nederland            | 5           | 1           | 0           | 4           | 37         | 48         | −11        | 2      |

### Groep B
| Datum   | Land        | Land        | Uitslag |
| ------- | ----------- | ----------- | ------- |
| 6 juni  | Kroatië     | Duitsland   | 12-11   |
| 6 juni  | Italië      | Griekenland | 7-5     |
| 6 juni  | Slovenië    | Spanje      | 3-7     |
| 7 juni  | Duitsland   | Italië      | 5-4     |
| 7 juni  | Slovenië    | Kroatië     | 4-9     |
| 7 juni  | Spanje      | Griekenland | 6-9     |
| 8 juni  | Griekenland | Duitsland   | 5-4     |
| 8 juni  | Kroatië     | Spanje      | 3-6     |
| 8 juni  | Italië      | Slovenië    | 13-10   |
| 9 juni  | Spanje      | Duitsland   | 8-10    |
| 9 juni  | Slovenië    | Griekenland | 10-11   |
| 9 juni  | Kroatië     | Italië      | 6-3     |
| 10 juni | Griekenland | Kroatië     | 7-8     |
| 10 juni | Duitsland   | Slovenië    | 9-12    |
| 10 juni | Italië      | Spanje      | 6-7     |

| Groep B |             |             |             |             |             |            |            |            |        |
| #       | Land        | Wedstrijden | Wedstrijden | Wedstrijden | Wedstrijden | Doelpunten | Doelpunten | Doelpunten | Punten |
| #       | Land        | G           | W           | G           | V           | V          | T          | Saldo      | Punten |
| 1       | Kroatië     | 5           | 4           | 0           | 1           | 38         | 31         | 7          | 8      |
| 2       | Griekenland | 5           | 3           | 0           | 2           | 37         | 35         | 2          | 6      |
| 3       | Spanje      | 5           | 3           | 0           | 2           | 34         | 31         | 3          | 6      |
| 4       | Duitsland   | 5           | 2           | 0           | 3           | 39         | 41         | −2         | 4      |
| 5       | Italië      | 5           | 2           | 0           | 3           | 33         | 33         | 0          | 4      |
| 6       | Slovenië    | 5           | 1           | 0           | 4           | 39         | 49         | −10        | 2      |

## Kwartfinales
| Datum   | Land                 | Land      | Uitslag |
| ------- | -------------------- | --------- | ------- |
| 12 juni | Griekenland          | Rusland   | 8-10    |
| 12 juni | Hongarije            | Spanje    | 10-2    |
| 12 juni | Servië en Montenegro | Duitsland | 9-2     |
| 12 juni | Kroatië              | Slowakije | 10-6    |

## Halve Finale ronde

### 5e/8e plaats
| Datum   | Land        | Land      | Uitslag |
| ------- | ----------- | --------- | ------- |
| 13 juni | Griekenland | Duitsland | 4-6     |
| 13 juni | Spanje      | Slowakije | 6-5     |

### Halve Finales
| Datum   | Land      | Land                 | Uitslag |
| ------- | --------- | -------------------- | ------- |
| 13 juni | Rusland   | Servië en Montenegro | 7-11    |
| 13 juni | Hongarije | Kroatië              | 9-10    |

## Plaatsingsronde

### 11e/12e plaats
| Datum   | Land      | Land     | Uitslag |
| ------- | --------- | -------- | ------- |
| 13 juni | Nederland | Slovenië | 7-4     |

### 9e/10e plaats
| Datum   | Land   | Land     | Uitslag |
| ------- | ------ | -------- | ------- |
| 13 juni | Italië | Roemenië | 7-3     |

### 7e/8e plaats
| Datum   | Land        | Land      | Uitslag |
| ------- | ----------- | --------- | ------- |
| 14 juni | Griekenland | Slowakije | 6-7     |

### 5e/6e plaats
| Datum   | Land      | Land   | Uitslag |
| ------- | --------- | ------ | ------- |
| 14 juni | Duitsland | Spanje | 4-5     |

## Bronzen Finale
| Datum   | Land      | Land    | Uitslag |
| ------- | --------- | ------- | ------- |
| 14 juni | Hongarije | Rusland | 12-6    |

## Finale
| Datum   | Land                 | Land    | Uitslag | Periode                   |
| ------- | -------------------- | ------- | ------- | ------------------------- |
| 14 juni | Servië en Montenegro | Kroatië | 9-8     | (2-3,1-0,3-4,2-1,1-0,0-0) |

## Eindrangschikking
| Goud   | Servië en Montenegro |
| Zilver | Kroatië              |
| Brons  | Hongarije            |
| 4      | Rusland              |
| 5      | Spanje               |
| 6      | Duitsland            |
| 7      | Slowakije            |
| 8      | Griekenland          |
| 9      | Italië               |
| 10     | Roemenië             |
| 11     | Nederland            |
| 12     | Slovenië             |

Europees kampioenschap waterpolo mannen

1926 · 
1927 · 
1931 · 
1934 · 
1938 · 
1947 · 
1950 · 
1954 · 
1958 · 
1962 · 
1966 · 
1970 · 
1974 · 
1977 · 
1981 · 
1983 · 
1985 · 
1987 · 
1989 · 
1991 · 
1993 · 
1995 · 
1997 · 
1999 · 
2001 · 
2003 · 
2006 · 
2008 · 
2010 · 
2012 · 
2014 · 
2016 · 
2018 · 
2020 · 
2022 · 
2024
Europees kampioenschap waterpolo vrouwen

1985 · 
1987 · 
1989 · 
1991 · 
1993 · 
1995 · 
1997 · 
1999 · 
2001 · 
2003 · 
2006 · 
2008 · 
2010 · 
2012 · 
2014 · 
2016 · 
2018 · 
2020 · 
2022 · 
2024